# Zaki Osman
Zaki Osman (in arabo زكى عثمان‎?; 1898 – Giza, 28 settembre 1985) è stato un calciatore egiziano, di ruolo attaccante.

## Carriera

### Nazionale
Con la nazionale egiziana partecipò ai Giochi olimpici di Anversa.